# Фридрих Шлезвиг-Гольштейн-Зондербург-Аугустенбургский
Фридрих (Фредерик) Эмиль Август Шлезвиг-Гольштейн-Зондербург-Аугустенбургский (23 августа 1800, Киль, Гольштейн-Глюкштадт — 2 июля 1865, Бейрут) — принц Нёрский, младший сын Фредерика Кристиана II Августенбургского и Луизы Августы Датской.

## Жизнь
Фридрих был зятем короля Кристиана VIII и племянником короля Фредерика VI. Его старший брат Кристиан Август II в 1814 году стал герцогом Шлезвиг-Гольштейн-Зондербург-Августенбургским.
В марте 1848 года принц Фридрих стал военным министром во временном правительстве Шлезвиг-Гольштейна и командовал армией герцогств во время Первой Шлезвигской войны до 7 апреля 1850 года. После капитуляции Шлезвиг-Гольштейна перед Данией Фридрих отправился в изгнание (1851 г.) и какое-то время в 1852 году проживал в Девоне, Англия. В Дании продавались ночные горшки с изображением Фредерика на дне.
В 1864 году, после того как Королевство Пруссия и Германская Конфедерация под руководством Австрийской империи победили Данию во Второй Шлезвигской войне, Фридриху был присвоен титул «принца Нёрского» указом императора Австрии Франца Иосифа I.
После своего второго, морганатического брака, он отказался от прав наследования Августенбургского дома. 
Принц Фридрих умер в 1865 году в Байройте.

## Браки и дети
17 сентября 1829 года в Августенбурге Фридрих женился на своей троюродной сестре графине Генриетте Даннескёльд-Самсоэ (9 мая 1806 — 10 сентября 1858), которая была датской дворянкой и прапраправнучкой короля Кристиана V; она принадлежала к нелегитимной ветви Ольденбургского дома. Его брат женился на её старшей сестре за девять лет до этого. У них было четверо детей:
- принц Фридрих Кристиан Карл Август (23 августа 1830 — 25 декабря 1881), в 1870 году женился на Кармелите Айзенблат и принял титул графа Нёрского.
- принц Кристиан (13 декабря 1832 — 3 февраля 1834), умер в детстве.
- принцесса Луиза Каролина Генриетта Августа (29 июля 1836 — 25 сентября 1866), в 1865 году вышла замуж за принца Михаила Влангали-Хангерли, внука Александра Хангерли по материнской линии.
- принцесса Мария (8 августа 1838 — 3 февраля 1839), умерла в детстве.

После смерти Генриетты, 3 ноября 1864 года, в Париже Фридрих женился на Мэри Эстер Ли (3 октября 1837 — 4 июля 1914), третьей дочери нью-йоркского предпринимателя Дэвида Ли. Брак был бездетным. Через восемь лет после смерти своего первого мужа Мэри Эстер вышла замуж за графа Альфреда фон Вальдерзее.